# Open a Window
«Open a Window» (estilizada en mayúsculas) es una canción interpretada por el músico británico Rex Orange County. La canción fue publicado el 9 de marzo de 2022 como el tercer y último sencillo de su cuarto álbum de estudio, Who Cares?

## Composición
«OPEN A WINDOW» es una canción rhythm and blues, funk y neo soul, con elementos de música indie y rap. La letra de la canción aparentemente habla sobre querer terminar una relación.
Cuenta con voces adicionales hechas por el músico Tyler, the Creator. Es la primera vez que los dos músicos colaboran en una canción en 4 años, luego del lanzamiento de Flower Boy en 2017.

## Recepción de la crítica
Madisyn Wilds de Accolades escribió que «OPEN A WINDOW», “es una canción divertida y relajada que muestra letras pegadizas e identificables, sonidos alegres y voces suaves. Los fanáticos de Rex y Tyler quedaron muy satisfechos con la colaboración entre los dos artistas y la canción finalmente marcó el tono para el resto del nuevo álbum de Rex”. Sean Eifert de The Post la posicionó entre las 5 mejores canciones del álbum, mientras que el sitio web The Musical Hype elogió la producción de la canción, catalogándola como “llamativa”.
El sitio web Skiddle declaró: “Quizás esta canción no tenga el estribillo más intrigante de la historia, pero la introducción de Tyler es un momento destacable, su voz icónica y su capacidad para fluir con casi cualquier ritmo elevan la canción”. Mike DeWald, escribiendo para la revista RIFF dijo que «OPEN A WINDOW», «no es el tipo de canción en la que necesariamente esperarías una función de rap, y eso funciona a su favor».
Grace Koennecke la comparó con la canción de apertura, escribiendo: “Son demasiado similares en el uso de sintetizadores y piano, lo que hace que uno se pierda en el tipo de viaje musical que el cantante está tratando de llevar a los oyentes”. Joey Perkins de The Lantern comentó: “Aunque Rex Orange County suena bastante poco entusiasta a lo largo de la duración de la canción, Tyler, the Creator ofrece un verso memorable que eleva notablemente la canción”.

## Créditos
Músicos
- Rex Orange County — voz principal, percusión, piano
- Tyler, the Creator – voces adicionales
- Benny Sings – drum programming
- Joe MacLaren – guitarra bajo

Personal técnico
- Joe LaPorta – masterización
- Ben Baptie – mezclas, ingeniero de audio
- Tom Archer – asistente de mezclas

## Posicionamiento
| Gráfica (2022)                                          | Pico de posición |
| ------------------------------------------------------- | ---------------- |
| Nueva Zelanda (Recorded Music NZ)                       | 7                |
| Reino Unido (UK Singles Chart)                          | 89               |
| Estados Unidos (Billboard Bubbling Under Hot 100)       | 16               |
| Estados Unidos (Billboard Hot Rock & Alternative Songs) | 15               |